# Johann Georg Volkamer
Johann Georg Volkamer le vieux (autres orthographes : Volcamer, Volckamer, Volkammer), né le 9 juin 1616 à Nuremberg et mort le 17 mai 1693 à Nuremberg également, était un médecin, naturaliste et écrivain allemand.

## Biographie
Johann Georg Volkamer, fils de Johann Volkamers de Bad Lobenstein, commence ses études en philosophie et mathématiques à l'université d'Iéna en 1633. Trois ans plus tard, il se rend à l'université d'Altdorf bei Nürnberg, où il suit des cours de médecine. Entre 1638 et 1641, il étudie à l'université de Padoue. En 1643, il termine sa thèse De febre ephemera à Altdorf, avant de passer quelque temps en France et en Italie. Après son retour, il devient membre du Collegium medicum à Nuremberg, où il est à plusieurs reprises élu doyen. Il correspond régulièrement avec l'anatomiste et chirurgien italien Marco Aurelio Severino.
Sous le nom de Helianthus, il devient en 1646 le onzième membre accepté de l'Ordre floral des bergers de la Pregnitz. Son activité littéraire n'y est que très courte ; cependant, il entretient une longue relation amicale avec le deuxième président de l'ordre, Sigmund von Birken. En tant que scientifique, il est l'un des fondateurs de la Societas Medica de Nuremberg. En 1676, il devient membre de la Leopoldina, où il utilise encore le pseudonyme Helianthus I. Dix ans plus tard, il en est élu président. Aussi en 1686, il est appelé à être médecin particulier de l'empereur. Il devient également conseiller à la cour.
Au cours de ses recherches scientifiques, Volkamer s'intéresse spécialement à la mécanique et à l'optique. D'autre part, il traduit plusieurs œuvres scientifiques vers l'allemand et le latin.
Johann Georg Volkamer meurt à l'âge de 77 ans à Nuremberg, le 17 mai 1693. Le médecin et botaniste Johann Volkamer (de) était son fils, ainsi que le marchand, fabricant et botaniste Johann Christoph Volkamer.

## Œuvres
- De febre ephemera (1643)
- Dispensatorium Norimbergense (1676)